# Солмаз Камуран
Солмаз Камуран (на турски: Solmaz Kâmuran) е турска журналистка, преводачка и писателка, авторка на бестселъри в жанровете исторически роман и любовен роман.

## Биография и творчество
Солмаз Камуран е родена през 1954 г. в Истанбул, Турция. От малка обича да чете много и започва сама да пише. На 11 г. печели конкурса на Детското радио за написване на разказ, а на 17 г. публикува в списание „Янсънма“. Учи в „Таш мектеб“ в Гьозтепе и колежа „Маариф“ в Кадъкьой. Завършва стоматология в Истанбулския университет. След дипломирането си в продължение на 14 години работи като зъболекар.
Заедно с работата се продължава да пише и решава да преследва писателската си кариера. Първата ѝ книга „Intoxicated Transparency“ е издадена през 1997 г. Тя е последвана от „İpek Böceği Cinayeti“ (Убийството на копринената пеперуда), биографичен разказ на известния турски писател и журналист Четин Алтан.
Става известна с третия си роман „Естер: една еврейка в османския двор“ публикуван през 2000 г. Той разказва сагата на едно сефарадско еврейско семейство, което е принудено да мигрира от Испания в Турция. Романът печели турската награда за най-добър роман за 2001 г. Писателката е сред 20-те автори поканени от Сорбоната през 2003 г. на конференция на сефарадските евреи и литература.
Следващият ѝ роман „Минта“ е издаден в началото на 2002 г. и пет поколения на едно африканско семейство разделени от робството и преследвани от борба и трагедия.
Автор е на романите „Bir Kadın Bir Erkek Bir Levrek İskeleti“ (Една жена, един мъж и скелетът на един лаврак), „Банка“, „Вятърът на Дарданелите“ и „Маджаринът“.
Солмаз Камуран също е известна литературна преводачка от английски език, пише сценарии за телевизионни сериали и пътеписи за вестници и списания, колумнист е в „Taraf Gazestesi“.

## Произведения

### Самостоятелни романи
- Kirâze (2000) – издадена и като „Kyra Esther“
Естер: една еврейка в османския двор, изд. ИК „Памет“, София (2009), прев. Панайотка Панайотова
- Minta (2002)
Минта, изд. ИК „Памет“, София (2010), прев. Панайотка Панайотова
- Bir Kadın Bir Erkek Bir Levrek İskeleti (2003)
- Banka (2004)
- Boreas – Çanakkale Rüzgârı (2005)
Вятърът на Дарданелите, изд. ИК „Памет“, София (2010), прев. Панайотка Панайотова
- Macar – Tefrika-i Müteferrika (2010)
Маджаринът, изд. ИК „Памет“, София (2011), прев. Панайотка Панайотова
- Aşk Tutması (2013)

### Документалистика
- Intoxicated Transparency (1997)
- İpek Böceği Cinayeti (1999)